# Synchronicity (film)
Pour les articles homonymes, voir Synchronicity (homonymie).
Pour plus de détails, voir Fiche technique et Distribution.
Synchronicity est un film américain réalisé par Jacob Gentry, sorti en 2015.

## Synopsis
Jim Beale est un physicien qui travaille sur une machine à voyager dans le temps. Après un premier essai avec une particule, il souffre de maux de têtes violents et de vertiges. Et, une femme mystérieuse et séduisante entre dans sa vie. Il enquête discrètement sur cette femme et continue ses recherches et expériences avec ses deux assistants.

## Fiche technique
Sauf indication contraire, les informations mentionnées dans cette section peuvent être confirmées par la base de données cinématographiques IMDb,  présente dans la section « Liens externes ».
- Titre original : Synchronicity
- Réalisation : Jacob Gentry
- Scénario : Jacob Gentry, d'après une histoire d'Alex Orr
- Direction artistique : Jenn Moye
- Décors : Jeffrey Pratt Gordon
- Costumes : Caroline Miller
- Photographie : Eric Maddison
- Montage : Jacob Gentry
- Musique : Ben Lovett (en)
- Production : Christopher Alender et Alexander Motlagh

Coproducteur : Alex Orr
- Société de production : POP Films
- Pays d'origine : États-Unis
- Langue originale : anglais
- Format : couleur - 2.35:1
- Genre : science-fiction
- Durée : 100 minutes
- Dates de sortie[1] : 
  -  Canada : 22 juillet 2015 (festival FanTasia)
  -  États-Unis : 22 janvier 2016 (sortie limitée)

## Distribution
- Chad McKnight : Jim Beale
- A. J. Bowen (en) : Chuck
- Brianne Davis (en) : Abby
- Scott Poythress : Matt
- Michael Ironside : Klaus Meisner